# Judy in Disguise (With Glasses)
«Judy in Disguise (With Glasses)» es una canción interpretada por la banda estadounidense John Fred & His Playboy Band. Fue publicada como el segundo sencillo del tercer álbum de estudio de la banda Agnes English (1967).
El título de la canción es un juego de palabras y un mondegreen de la canción de The Beatles «Lucy in the Sky with Diamonds». (Fred pensó que la letra era “Lucy in disguise with diamonds” cuando la escuchó por primera vez).
«Judy in Disguise (With Glasses)» fue publicado como sencillo en octubre de 1967 por Paula Records en los Estados Unidos, y el 8 de diciembre de 1967 por Pye Records en el Reino Unido. La canción se convirtió en el mayor éxito comercial de la banda, alcanzando el puesto #1 en el Hot 100 de los Billboard durante dos semanas. También alcanzó el puesto #1 en el Cashbox Top Singles, y el #3 en el RPM Top Singles de Canadá. Estuvo 12 semanas en la lista de sencillos del Reino Unido, donde alcanzó la posición #3. El sencillo fue oficialmente certificado disco de oro por la Recording Industry Association of America (RIAA) el 31 de enero de 1968.

## Recepción de la crítica
Robert Christgau, en una reseña para la revista Rolling Stone, encontró la canción “enérgica, inteligente y refrescante”. En una reseña de la canción de AllMusic, el crítico de música Richie Unterberger la denominó “una de esas canciones que no encajan convenientemente en cualquier género de rock”. En una reseña retrospectiva de su columna The Number Ones, el contribuidor de Stereogum, Tom Breihan, le otorgó una calificación de 4/10 y la llamó “común y corriente”.

## Posicionamiento

### Gráfica semanal
| Gráfica (1967–68)                       | Pico de posición |
| --------------------------------------- | ---------------- |
| Alemania (Official German Charts)       | 1                |
| Australia (Go-Set)                      | 1                |
| Australia (Kent Music Report)           | 1                |
| Austria (Ö3 Austria Top 40)             | 1                |
| Bélgica (Flandes) (Ultratop 50 Singles) | 1                |
| Bélgica (Valonia) (Ultratop 50 Singles) | 1                |
| Canadá (RPM Top Singles)                | 3                |
| Estados Unidos (Billboard Hot 100)      | 1                |
| Estados Unidos (Cashbox Top 100)        | 1                |
| España (PROMUSICAE)                     | 3                |
| Finlandia (Suomen virallinen lista)     | 32               |
| Francia (IFOP)                          | 31               |
| Italia (FIMI)                           | 44               |
| Irlanda (Irish Singles Chart)           | 3                |
| Japón (All Japan Pop 20)                | 6                |
| Nueva Zelanda (Listener)                | 10               |
| Países Bajos (Nederlandse Top 40)       | 2                |
| Países Bajos (Single Top 100)           | 3                |
| Noruega (VG-lista)                      | 3                |
| Reino Unido (UK Singles Chart)          | 3                |
| Sudáfrica (Springbok Radio)             | 1                |
| Suiza (Schweizer Hitparade)             | 1                |

### Gráfica de fin de año
| Gráfica (1968)                          | Pico de posición |
| --------------------------------------- | ---------------- |
| Australia (Kent Music Report)           | 14               |
| Bélgica (Flandes) (Ultratop 50 Singles) | 26               |
| Canadá (RPM Top Singles)                | 24               |
| Estados Unidos (Billboard Hot 100)      | 25               |
| Estados Unidos (Cashbox Top 100)        | 13               |
| Reino Unido (UK Singles Chart)          | 49               |
| Sudáfrica (Springbok Radio)             | 15               |
| Suiza (Schweizer Hitparade)             | 2                |

## Certificaciones y ventas
| País                  | Certificación | Ventas  |
| --------------------- | ------------- | ------- |
| Estados Unidos (RIAA) | Oro           | 500,000 |